# 11'9"01 September 11
11'9"01 September 11 (bra: 11 de Setembro; prt: 11'9"01 - 11 Perspectivas) é um filme britano-franco-méxico-nipo-egipto-irano-estadunidense de 2002, do gênero drama, composto de 11 curta-metragens dirigidos por 11 diretores diferentes — Samira Makhmalbaf, Claude Lelouch, Youssef Chahine, Danis Tanovic, Idrissa Ouedraogo, Ken Loach, Alejandro González Iñárritu, Amos Gitaï, Mira Nair, Sean Penn e Shohei Imamura.